# Mikołaj Parawa
Mikołaj Parawa z Lubina herbu Ogończyk (zm. w 1450) – dworzanin królewski, starosta halicki.
Mikołaj z Dzierżanowa, ożeniony w 1447 z Jadwigą, córka Jana Gąsiorka z Gór, dostał za nią 30 grzywien posagu, w którym Mikołaj Parawa herbu Ogończyk, dworzanin królewski, starosta halicki oddaje mu część Pukowa, w ziemi halickiej. Przez pewien czas był właścicielem wsi Czartowiec, m.in. w 1444.